# Jemen na Letnich Igrzyskach Olimpijskich 2012
Jemen na Letnich Igrzyskach Olimpijskich 2012, które odbyły się w Londynie,  reprezentowało 4 zawodników. Nie zdobyli oni żadnego medalu.
Był to ósmy start reprezentacji Jemenu na letnich igrzyskach olimpijskich.

## Reprezentanci

### Judo
Mężczyźni
| Zawodnik     | Konkurencja | 1/32                    | 1/16              | 1/8               | Ćwierćfinał       | Półfinał          | Repasaż 1         | Repasaż 2         | Finał   | Finał   |
| Zawodnik     | Konkurencja | Przeciwnik Punkty       | Przeciwnik Punkty | Przeciwnik Punkty | Przeciwnik Punkty | Przeciwnik Punkty | Przeciwnik Punkty | Przeciwnik Punkty | Miejsce | Miejsce |
| ------------ | ----------- | ----------------------- | ----------------- | ----------------- | ----------------- | ----------------- | ----------------- | ----------------- | ------- | ------- |
| Ali Khousrof | do 60 kg    | Yann Siccardi 0012-0101 | NQ                | NQ                | NQ                | NQ                | NQ                | NQ                | NQ      | NQ      |

### Lekkoatletyka
Mężczyźni
| Zawodnik                | Konkurencja | Eliminacje | Eliminacje | Ćwierćfinał | Ćwierćfinał | Półfinał | Półfinał | Finał | Finał   |
| Zawodnik                | Konkurencja | Wynik      | Miejsce    | Wynik       | Miejsce     | Wynik    | Miejsce  | Wynik | Miejsce |
| ----------------------- | ----------- | ---------- | ---------- | ----------- | ----------- | -------- | -------- | ----- | ------- |
| Nabil Mohammed Al-Garbi | 1500 m      | 3:55,46    | 14         | —           | —           | NQ       | NQ       | NQ    | NQ      |

Kobiety
| Zawodnik               | Konkurencja | Eliminacje | Eliminacje | Ćwierćfinał | Ćwierćfinał | Półfinał | Półfinał | Finał | Finał   |
| Zawodnik               | Konkurencja | Wynik      | Miejsce    | Wynik       | Miejsce     | Wynik    | Miejsce  | Wynik | Miejsce |
| ---------------------- | ----------- | ---------- | ---------- | ----------- | ----------- | -------- | -------- | ----- | ------- |
| Fatima Sulaiman Dahman | 100 m       | 13,95      | 8          | NQ          | NQ          | NQ       | NQ       | NQ    | NQ      |

### Taekwondo
Mężczyźni
| Zawodnicy        | Konkurencja | 1/16                 | Ćwierćfinał       | Półfinał          | Repasaż 1         | Repasaż 2         | Finał             | Finał   |
| Zawodnicy        | Konkurencja | Przeciwnicy Wynik    | Przeciwnicy Wynik | Przeciwnicy Wynik | Przeciwnicy Wynik | Przeciwnicy Wynik | Przeciwnicy Wynik | Pozycja |
| ---------------- | ----------- | -------------------- | ----------------- | ----------------- | ----------------- | ----------------- | ----------------- | ------- |
| Tameem Al-Kubati | do 58 kg    | Gabriel Mercedes 8-3 | Óscar Muñoz 2-14  | NQ                | NQ                | NQ                | NQ                | NQ      |